# Actias lacrimans
Actias lacrimans är en fjärilsart som beskrevs av Friedrich Wilhelm Niepelt 1932. Actias lacrimans ingår i släktet månspinnare, och familjen påfågelspinnare. Inga underarter finns listade i Catalogue of Life.